# Chasse au lapin

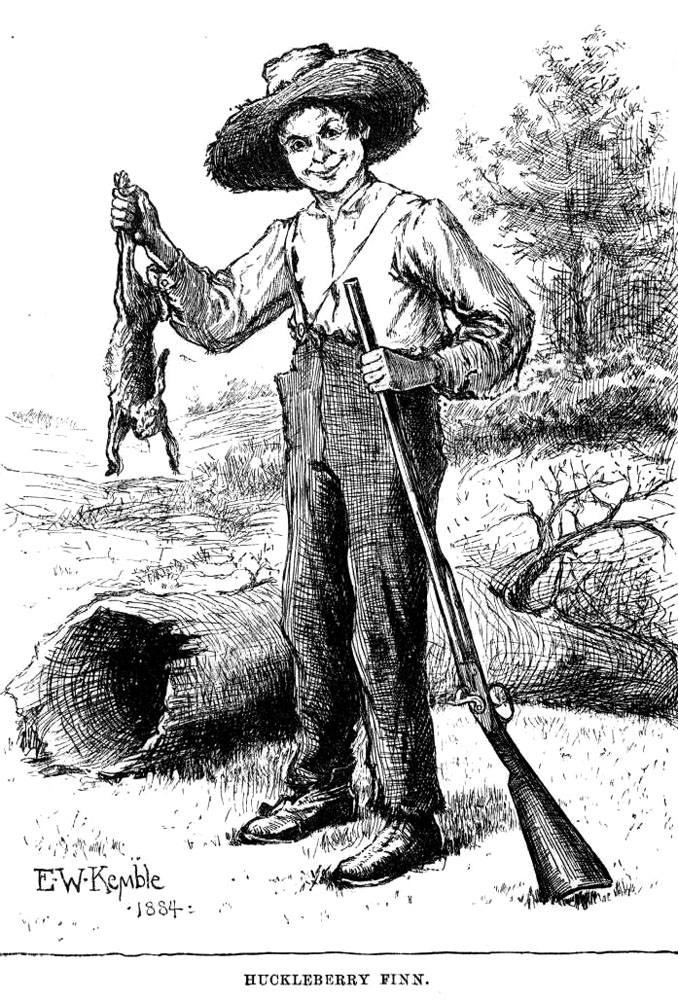
Huckleberry Finn présentant un lapin.

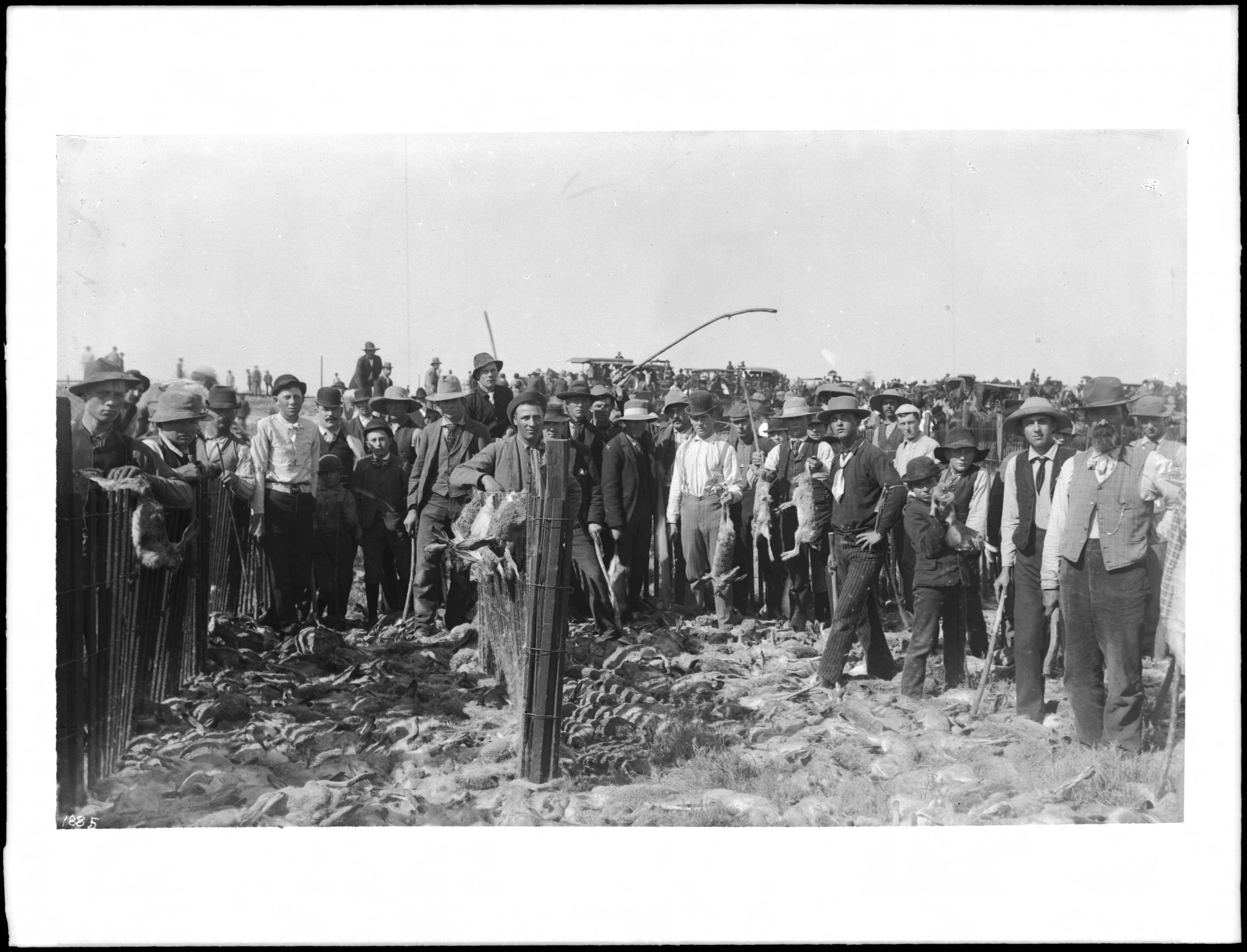
Le sol est couvert de centaines de lièvres tués lors d'une « chasse aux lapins » dans un corral d'Antelope Valley en Californie, vers 1900. Beaucoup des chasseurs ont en main les bâtons qui ont utilisé pour rabattre les animaux vers un enclos et les battre à mort (ce qui permettait d'en préserver la peau et la fourrure intacte)

La chasse au lapin est une activité de chasse ou de braconnage consistant à traquer, poursuivre et parfois tuer un lapin, à l'aide ou non de chiens courants en suivant ces derniers à pied. Cela peut aussi consister à utiliser l'aide d'un furet pour débusquer l'animal ou à poser des collets pour piéger les lapins. 
Ce type de chasse au petit gibier est courant dans de nombreux pays, sur des espèces différentes de lapins selon les régions, par exemple, le lapin d'Amérique ou le lapin de garenne.

## Chasse avec ou sans fusils, avec ou sans chien
Le lapin peut être chassé sans fusils au moyen d'un furet. Le lapin est un bon coureur, qui peut s'esquiver facilement, mais qui s'épuise rapidement s'il est poursuivi tout en étant empêché de rentrer dans son terrier. 
Avec un fusil (ou un arc), mais sans chiens ont les options suivantes. Le chasseur, seul ou avec un partenaire, explore les emplacements où pourraient se cacher des lapins, donnant des coups de pied ou piétinant les cachettes pour le débusquer. En hiver, ses traces sont visibles si la neige est fraîche. Démêler les pistes permet au chasseur de localiser la cachette : si aucune piste ne sort d'un emplacement présumé, alors la proie est localisée. Après cela, les chasseurs munis d'armes de courte portée (les archers ou ceux avec de petits calibres) peuvent fouiller l'emplacement pour trouver le lapin et tirer sur l'animal immobile. 
Alternativement, on peut faire peur à l'animal et le tirer pendant sa course.

## Les méthodes de piégeage

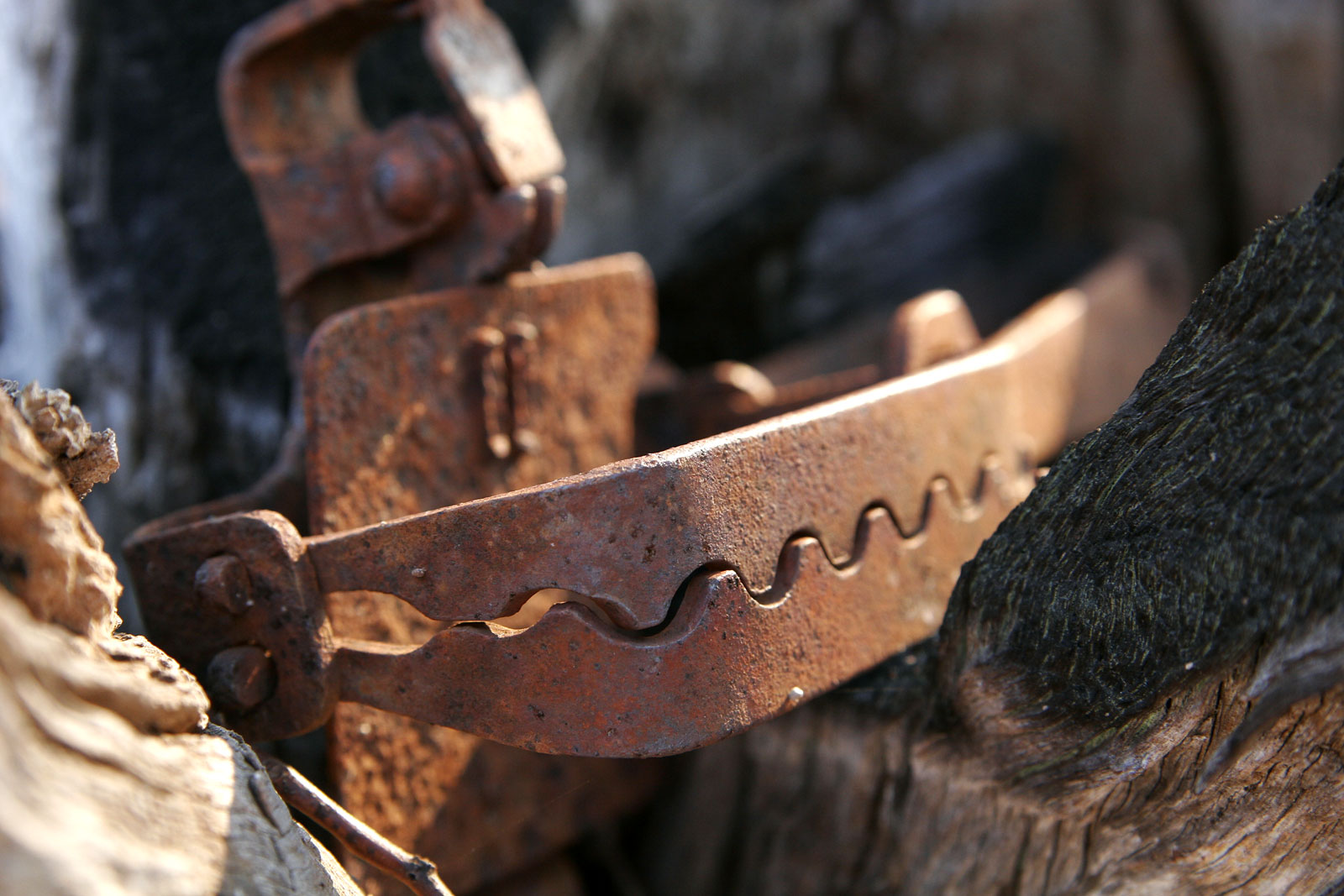
Un vieux piège à mâchoires, autrefois parfois utilisé contre le lapin, dont la détention et l'utilisation sont aujourd'hui interdites dans de nombreux pays (dont en France depuis le 1er janvier 1995, quelle que soit la nature des mâchoires et de leur garniture éventuelle)

Généralement, de longs filets sont placés autour des terriers de sorte qu'un "boulonnage" (bolting en anglais) de lapins aura lieu, c'est-à dire lorsque des lapins quittent leur terrier, tout en étant pourchassés par un furet ou un autre animal, ils seront alors pris au piège, permettant au chasseur de les disperser. Une autre méthode consiste à utiliser un sac en filets avec un cordon. Ce filet est placé au-dessus du terrier, de sorte que lorsque le lapin sort, il court dans le filet et tire le cordon qui fermera le sac.
Divers système ont été proposés ou brevetés dont le bloc-terrier, qui permet de protéger les enclos de régénération forestière d'où il est presque impossible de préalablement chasser les lapins s'ils sont présents.
Les lapins sont parfois tués "proprement" par une petite masse. Ils peuvent également être tués d'un coup sec de la main à la base du cou, ou en tenant le cou entre le pouce et le premier doigt et en effectuant un mouvement rapide. La peau et la fourrure sont ainsi préservée, et l'animal ne saigne pas.